# Leptotyphlops boueti
Leptotyphlops boueti är en kräldjursart som beskrevs av  Paul Chabanaud 1917. Leptotyphlops boueti ingår i släktet Leptotyphlops och familjen Leptotyphlopidae. Inga underarter finns listade i Catalogue of Life.